# Tomu Ohmi
大海 とむ
Œuvres principales
- Midnight Wolf (2001-2005)
- Midnight Secretary (2006-2009)

Tomu Ohmi (大海とむ, ÔMI Tomu) est une mangaka japonaise née un 25 mai à Hokkaidō au Japon. Elle est spécialisée dans le josei.

## Biographie
Tomu Ohmi a travaillé dans une imprimerie. Elle commence sa carrière de mangaka en 2000. 
Après avoir gagné le 14e Prix Petit Comic (プチコミックまんが大賞, Puchi Komikku manga taishō), elle commence son premier manga, un oneshot sorti en 2000 intitulé Kindan no Koi wo Shiyou, traduit en français sous le nom de L'Amant de la nuit. C'est ensuite avec les mêmes personnages qu'elle réalise une série ayant pour titre Kindan no Koi de Ikou (Midnight Wolf) composée de 10 tomes. La série compte plus d'un million d'exemplaires vendus.
En 2006, elle commence Midnight Secretary. La série se termine en 2009 avec 07 tomes. Celle-ci sort dans divers pays comme en Thaïlande, au Vietnam, à Taïwan, en Corée du Sud, en Allemagne, en Italie, en France, en Espagne ou encore aux États-Unis.
Tomu Ohmi est spécialisée dans le josei mélangeant romance et fantastique comme en témoignent Midnight Wolf, Midnight Secretary, Aphrodisiac ou encore Dark Sweet Dreams. Ses séries sont prépubliées dans le Petit Comic et le Aneki Petit Comic.
En 2013 et 2018, elle collabore avec la mangaka Yuki Yoshihara pour des nouvelles intitulées Pigeon Blood et Fuyu no Ou to Haru no Hime (Winter King & Spring Princess).
Depuis 2007, elle fait partie du jury pour le Prix Petit Comic (プチコミックまんが大賞, Puchi Komikku manga taishō),,,,,,,,,,,,,.
En France, l'auteure s'est fait connaître grâce à deux de ses mangas Midnight Secretary sorti en 2010 et Midnight Wolf sorti en 2012. Ce sont les éditions Soleil qui publient ses mangas. En 2022, Love Cruise, Kawaii no ga Osuki, Otameshi Kudasai et Ryuujin-sama to Oyome-sama, quatre de ses nouvelles, sont sorties dans le tome 04 de la réédition de Midnight Secretary.
Tomu Ohmi a un frère, une nièce et un neveu,. Son année de naissance est inconnue, mais elle semble être née au début des années 1980. Elle aime les chats. Les écrivains qu'elle apprécie sont David Eddings et Miyuki Miyabe. Elle vit à Sapporo,,,.

## Œuvres
Liste des mangas dans la carrière de Tomu Ohmi,,: 
- 2000 : L'Amant de la nuit (禁断の恋をしよう, Kindan no Koi wo Shiyou?), oneshot avec en supplément un chapitre oneshot nommé Vampire ni Onegai, Petit Comic, Shogakukan
  - 2001 : Zoku - Kindan no Koi wo Shiyou (続・禁断の恋をしよう?), oneshot entre L'amant de la nuit et Midnight Wolf, Petit Comic, Shogakukan
  - 2001-2005 : Midnight Wolf (禁断の恋でいこう, Kindan no Koi de Ikou?), Petit Comic, Shogakukan, 10 tomes
- 2005-2006 : Barairo My Honey (薔薇色myハニー?), en supplément un bonus Aishi Kono Yoru (愛しこの夜?) et un chapitre oneshot Shiawase no Omamori (しあわせのおまもり?) dans le tome 03, Petit Comic, Shogakukan, 03 tomes
- 2005 : Junai x Yokubou (純愛×欲望?), l'histoire Kawaii no ga Osuki (可愛いのがお好き?), Petit Comic, Shogakukan
- 2005 : Yurusarenakute mo Ai Shitai! (許されなくても愛したい！?), l'histoire Otameshi Kudasai (おためしください?), Petit Comic, Shogakukan[29]
- 2006-2009 : Midnight Secretary (ミッドナイト・セクレタリ, Middonaito Sekuretari?), Petit Comic, Shogakukan, 07 tomes
- 2007 : Tsumiyori Amai Ai ni Oborete (罪より甘い愛に溺れて?) (l'histoire Love Cruise), Petit Comic, Shogakukan
- 2009-2010 : Flowers for Seri (あなたに花を捧げましょう, Anata ni Hana wo Sasagemashô?), Petit Comic, Shogakukan, 04 tomes
- 2009 : Love Cruise, recueil de nouvelles, dont Love Cruise, Kawaii no ga Osuki, Otameshi Kudasai, Ryuujin-sama to Oyome-sama prébubliées dans le Petit Comic entre 2005-2007, Shogakukan
- 2011-2013 : Aphrodisiac (魔女の媚薬, Majo no Biyaku?), Petit Comic, Shogakukan, 05 tomes
- 2013-2015 : Dark Sweet Nightmare (黒蔦屋敷の秘めごと, Kurotsuta Yashiki no Himegoto?), Petit Comic, Shogakukan, 03 tomes
- 2014 : Kekkon ~Four Happy Marriages~ (結婚, Kekkon?), l'histoire Ryuujin-sama to Oyome-sama (竜神さまとお嫁さま?) sorti dans Love Cruise en 2009, Shogakukan
- 2015 : Kindan Junai (禁断純愛?), l'histoire Pigeon Blood, Petit Comic (2013), Shogakukan, avec Yuki Yoshihara au scénario
- 2015-2019 : Mitsuyokon - Tsukumogami no Yomegoryou (蜜夜婚～付喪神の嫁御寮～?), Petit Comic, Shogakukan, 08 tomes
- 2015 : Tomu Ohmi - Early Masterpiece Collection - Love of the Night (大海とむ初期傑作集 夜の愛しさ?), contenant L'amant de la nuit chapitre 1, Himitsu no Anibāsarī (秘密のアニバーサリー?), Shiawase no Omamori, Aishi Kono Yoru, Midnight Secretary chapitre 1, Kawaii no ga Osuki, Imadoki no Nekomata (イマドキの猫又?), Shogakukan
- 2015 : Yoru no Itoshi sa (夜の愛しさ?), oneshot, Petit Comic, Shogakukan
- 2018 : Fuyu no Ou to Haru no Hime (冬の王と春の姫?), oneshot en 2 chapitres, Petit Comic, Shogakukan, avec Yuki Yoshihara au scénario
- 2019- : Ashi Tsuma Katari (悪し妻かたり?), Aneki Petit Comic, Shogakukan

## Récompense
- 2000 : Lauréate du 14e Prix Petit Comic pour Kindan no Koi wo Shiyou